# マンション建替士

マンション建替士（マンションたてかえし）は、一般社団法人マンション建替推進協会が主催・認定する日本の民間資格である。
2018年から試験が開始された。

## 概説
マンション建替士（マンションたてかえし）は、老朽化したマンションの建替えを推進するために、住民の方々の自主的な建替えを推し進めることを支援する専門家を養成するために創設された資格。
マンション建替士になるには、一般社団法人マンション建替推進協会が実施する「マンション建替士」試験に合格し、マンション建替士として登録することが必要である。

## 受験資格
下記国家試験の合格者
- 弁護士
- 司法書士
- 公認会計士
- 税理士
- 不動産鑑定士
- 一級建築士
- 土地家屋調査士
- 測量士
- マンション管理士
- 宅地建物取引士
- 管理業務主任者
- 行政書士
- 1級建築施工管理技士

## 試験の形式
択一試験 (50問、2時間) 50点満点

## 実施時期
年1回（通常11月の第３日曜日）

## 受験会場
- 札幌
- 仙台
- 東京
- 横浜
- 名古屋
- 大阪
- 福岡

## 試験内容
(1)マンションの建替えに関する法令及び実務に関すること
　　・建物の区分所有等に関する法律
　　・マンションの建替え等の円滑化に関する法律
　　・被災区分所有建物の再建等に関する特別措置法
　　・建築物の耐震改修の促進に関する法律
　　・マンションの建替え等の円滑化に関する基本的な方針　等
(2)マンションの建替えに関するその他の法律
　　・民法、建築基準法、都市計画法、不動産登記法　等
(3)マンションの管理組合の運営に関する法令及び実務に関すること
　　・マンション標準管理規約
　　・管理組合の業務
　　・管理組合の組織及び運営
　　・管理組合の会計・税務・保険
　　・管理組合の業務委託　等
(4)マンションの建物及び附属施設の構造並びに設備に関すること
　　・マンションの構造・設備
　　・長期修繕計画
　　・建物・設備の診断
　　・大規模修繕　等
(5)上記に掲げるもののほか
　　・借地借家法
　　・宅地建物取引業法
　　・不動産鑑定評価に関する理論
　　・税法　等　